# John A. Collier

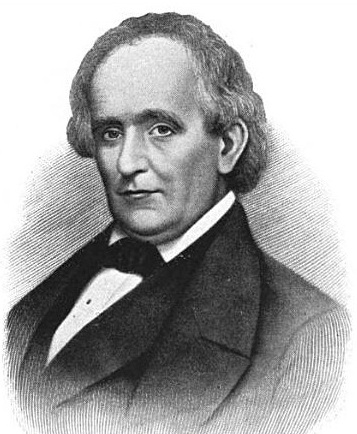
John A. Collier

John Allen Collier (* 13. November 1787 in Litchfield, Connecticut; † 24. März 1873 in Binghamton, New York) war ein US-amerikanischer Jurist und Politiker. Zwischen 1831 und 1833 vertrat er den Bundesstaat New York im US-Repräsentantenhaus. Der Kongressabgeordnete Edwin Arthur Hall war sein Urenkel.

## Werdegang
John Allen Collier wurde ungefähr vier Jahre nach dem Ende des Unabhängigkeitskrieges im Litchfield County geboren. 1803 besuchte er das Yale College. Er studierte Jura an der Litchfield Law School. Nach dem Erhalt seiner Zulassung als Anwalt 1809 in Troy begann er in Binghamton zu praktizieren. Am 11. Juni 1818 wurde er Bezirksstaatsanwalt im Broome County – ein Posten, den er bis zum 25. Februar 1822 innehatte.
Politisch gehörte er der Anti-Masonic Party an. Bei den Kongresswahlen des Jahres 1830 für den 22. Kongress wurde Collier im 21. Wahlbezirk von New York in das US-Repräsentantenhaus in Washington, D.C. gewählt, wo er am 4. März 1831 die Nachfolge von Robert Monell antrat. Er erlitt bei seiner Wiederwahlkandidatur 1832 eine Niederlage und schied nach dem 3. März 1833 aus dem Kongress aus.
Am 27. Januar 1841 wurde er New York State Comptroller – ein Posten, den er bis zum 7. Februar 1842 innehatte. Er kandidierte 1844 ohne Erfolg für den 29. Kongress. 1847 berief man ihn in die Kommission, welche die Satzungen überarbeitete. Bei den Präsidentschaftswahlen des Jahres 1848 trat er als Wahlmann für die Whig Party auf. Dann nahm er wieder seine Tätigkeit als Anwalt auf. Er verstarb am 24. März 1873 in Binghamton und wurde dann auf dem Spring Forest Cemetery beigesetzt.